# Jean Baptiste Béatrix
Jean Baptiste Béatrix var en fransk fløjtenist.
I 1795 blev han af hofmarskal Adam Wilhelm Hauch ansat som fløjtenist i Det Kongelige Kapel. Han blev hentet til Danmark fra Berlin og blev introduceret ved det danske hof, "hvor han behagede".
Men Béatrix var mere en virtuos end en orkestermusiker, og i balletten Anette et Lubin gjorde Béatrix en så ringe figur, at Hauch måtte give kapelmester Claus Schall en reprimande. Hans stilling blev reduceret til tuttiplads, og efter yderligere et års tid var franskmanden blevet afskediget fra Kapellet.